# Simon Singh
Simon Lehna Singh (Wellington, 19 settembre 1964) è uno scrittore britannico, di ascendenza indiana.
Dopo il dottorato in fisica ricevuto dall'Università di Cambridge, si è specializzato in divulgazione scientifica, soprattutto su temi di matematica e fisica.
Il suo primo libro pubblicato in Italia, nel 1997, è stato L'ultimo teorema di Fermat (cfr. anche la voce Ultimo teorema di Fermat) che, con lo spunto della ricerca della dimostrazione di questa celebre ipotesi, fa un excursus sulla matematica moderna. Due anni dopo pubblica Codici e segreti, storia della crittografia e della crittoanalisi (originale The Code Book).
Ha al suo attivo anche vari documentari e lavori per la televisione che fanno da corollario ai suoi libri. È inoltre un trustee del NESTA, del National Museum of Science and Industry ed ha contribuito a fondare lo Undergraduate Ambassadors Scheme.

## Biografia
I genitori di Singh emigrarono dal Punjab (India), al Somerset (Regno Unito) nel 1950. È cresciuto a Wellington, ma la sua formazione si è svolta presso l'Imperial College di Londra, dove si è laureato in Fisica, quindi presso l'Università di Cambridge, dove ha ricevuto il dottorato in fisica delle particelle, ed infine al CERN di Ginevra. Nel 1990 ha iniziato a lavorare per il Dipartimento Scientifico della BBC in qualità di produttore e regista.
Nel 1996 ha diretto il documentario dal titolo "Fermat's Last Theorem" che ha ottenuto il premio BAFTA nel Regno Unito ed è stato candidato ad un Emmy negli Stati Uniti. Memorabile la scena iniziale, in cui un matematico di mezza età, Andrew Wiles (l'effettivo scopritore della dimostrazione) scoppia in lacrime ricordando il momento in cui, dopo aver lavorato segretamente per anni alla dimostrazione, scoprì che conteneva ancora alcune imprecisioni dopo averla pubblicamente annunciata con grande rilievo.
Questo soggetto è servito poi a Singh come traccia per il suo primo libro, che è stato il primo libro a soggetto matematico a diventare il bestseller n. 1 nel Regno Unito. Il secondo libro, pubblicato nel 1999, spiega, con il consueto stile accessibile ma preciso ed avvincente, una parte della scienza, la crittografia, che assume di giorno in giorno un'importanza crescente nel mondo di Internet e soprattutto del commercio elettronico. Anche questo libro si è poi tradotto in una serie televisiva britannica, intitolata The Science of Secrecy, che mostra vari episodi celebri della storia della crittografia, dal codice la cui decifrazione segnò il destino di Maria Stuarda al famoso telegramma Zimmermann che cambiò il corso della prima guerra mondiale. Singh successivamente è stato impegnato nella realizzazione di altri programmi televisivi, ad esempio sulla decifrazione dei geroglifici egizi nel secolo XIX e nella pubblicazione, nell'ottobre 2004, di Big Bang, libro che narra la storia dell'universo.
Nel 2003 Singh ha ricevuto l'onorificenza di Membro dell'Order of the British Empire (MBE) per i suoi risultati nell'Educazione e nella Comunicazione Scientifica. Nello stesso anno ha ricevuto la Laurea in Lettere honoris causa dalla Loughborough University e nel 2005 una in Matematica dalla Università di Southampton.
Ha successivamente collaborato ad altri programmi radio e televisivi con la BBC ed altre televisioni.
Un buffo caso è stato riportato dalla stampa nel 2005 quando Singh criticò la cantante Katie Melua a causa dei versi imprecisi sulla dimensione dell'universo nella canzone "Nine Million Bicycles" e propose una correzione. Il programma radio della BBC Today riunì Melua e Singh per far registrare a Melua una scherzosa versione con il testo "riveduto e corretto" da Singh.
Ha polemizzato, questa volta in maniera più seria, anche con l'illusionista Derren Brown, soprattutto all'inizio della carriera di quest'ultimo, accusandolo di presentare i trucchi del mentalismo come fossero effetti di una vera manipolazione psicologica e/o ipnosi.

## Opere
- L'ultimo teorema di Fermat (Fermat's Last Theorem, 1997), Milano, Rizzoli, 1997, ISBN 88-17-84528-0.
- Codici & segreti (The Code Book, 1999), Milano, Rizzoli, 1999, ISBN 88-17-86213-4.
- Big Bang. L'origine dell'Universo e gli uomini che ne hanno svelato il mistero, Collana Saggi stranieri, Milano, Rizzoli, 2004, ISBN 88-17-00368-9.
- Aghi, pozioni e massaggi. La verità sulla medicina alternativa (Trick or Treatment? Alternative Medicine on Trial), con Edzard Ernst, Milano, Rizzoli, 2008, ISBN 978-88-17-02601-7.
- La formula segreta dei Simpson, (The Simpsons and Their Mathematical Secrets, 2013), trad. C. Capararo, Collana Saggi stranieri, Milano, Rizzoli, 2014, ISBN 978-88-17-07264-9.